# Ferrer Motors
Die Ferrer Motors Corporation war ein US-amerikanischer Automobilhersteller, der von 1965 bis 1966 in Hialeah in Florida ansässig war.

## Beschreibung
Der Ferrer GT basierte auf dem VW Käfer und hatte dessen Bodengruppe und Motor. Darauf war eine sehr flache GFK-Karosserie im Stil des Ford GT40 gesetzt. Der Wagen hatte einen Radstand von 2400 mm und war 4013 mm lang, aber nur 1067 mm hoch. Die Scheinwerfer des zweisitzigen Coupés besaßen Abdeckungen aus glasklarem Kunststoff.
Der Vierzylinder-Boxermotor hatte einen Hubraum von 1285 cm³ und entwickelte 50 bhp (37 kW) bei 4600 min−1. Der 634 kg schwere Wagen kostete fertig US$ 3400,–, war aber auch als Kit für US$ 990,– oder Deluxe-Kit für US$ 1800,– erhältlich.
Lorena aus Brasilien war Lizenznehmer.